# Тараненко Леонід Аркадійович
Леонід Аркадійович Тараненко (біл. Леанід Аркадзьевіч Тараненка; (13 червня 1956 , Малорита, Брестська обл. )) — радянський і білоруський важкоатлет.
Олімпійський чемпіон 1980 року, багаторазовий чемпіон світу, Європи та СРСР. Володар 19 світових рекордів, причому два з них — 266 кг у поштовху та 475 кг у двоборстві — занесені в Книгу рекордів Гіннесса, а перший залишається неперевершеним і сьогодні (з-за зміни вагових категорій дані рекорди не є офіційними). Заслужений майстер спорту СРСР (1980). Нагороджений орденами Дружби народів та Трудового Червоного Прапора.

## Біографія

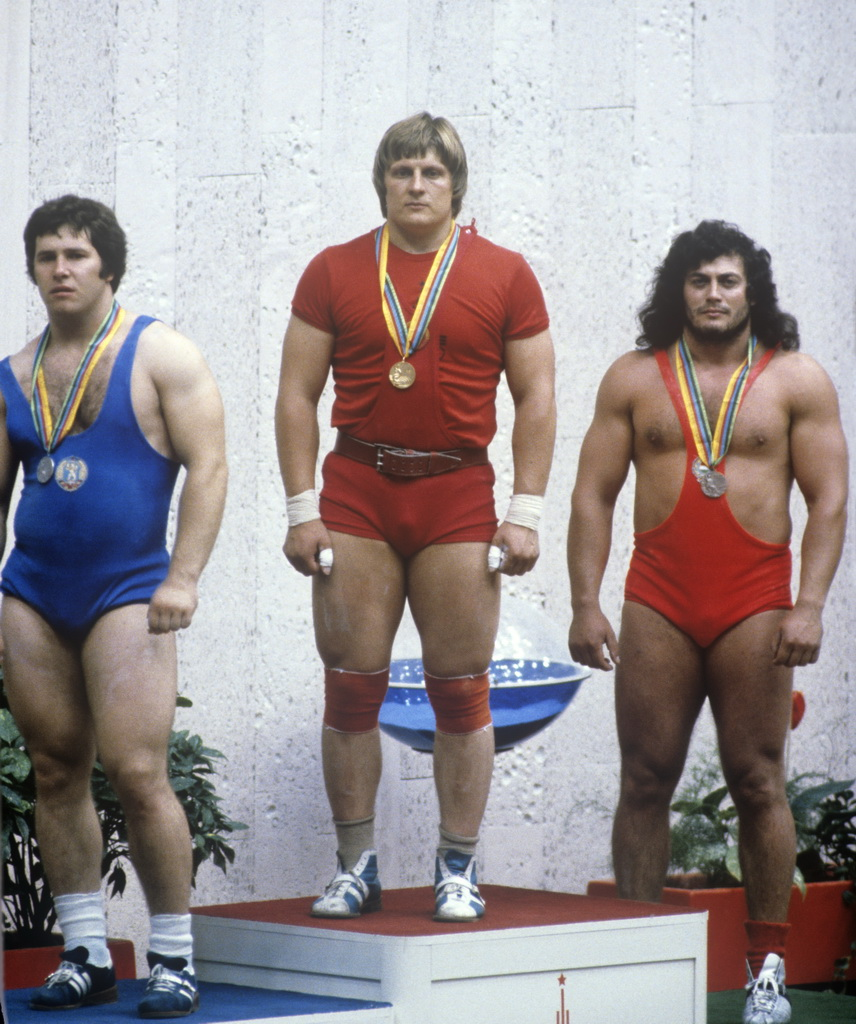
Тараненко (у центрі) на олімпійському п'єдесталі в 1980 році

Закінчив Білоруський інститут механізації сільського господарства за фахом інженер. Виступав за ДСТ «Урожай» (Мінськ). Перший тренер — Петро Сацюк.
Першим великим успіхом Тараненко стала перемога на Олімпійських іграх 1980 року в Москві. На Олімпіаді він зумів з великою перевагою перемогти болгарина Валентина Христова, який в передолімпійські роки вважався головним фаворитом у ваговій категорії до 110 кг.
Через 4 роки Леонід не зміг взяти участь в Олімпіаді в Лос-Анджелесі внаслідок бойкоту Ігор збірною СРСР, при цьому на змаганнях «Дружба-84» показав результат на 52,5 кг вище, ніж підняв олімпійський чемпіон 1984 року італієць Норберто Обербургер.
В 1988 році за офіційною версією через травми не взяв участь в Олімпійських іграх в Сеулі, хоча незадовго до Ігор переміг на чемпіонаті Європи в Кардіффі.
У 1992 році на Іграх в Барселоні 36-річний Тараненко виграв срібло, поступившись іншому білоруському важкоатлету, олімпійському чемпіону 1988 року, Олександру Курловичу. В 1996 році у віці 40 років виграв чемпіонат Європи. Був заявлений для участі в Олімпійських іграх в Атланті, але внаслідок травми на поміст не вийшов.
Після закінчення кар'єри тренував збірну Індії з важкої атлетики.